# Prins Frederik (1779)
Il Prins Frederik era un vascello di linea da 68 cannoni in servizio nella marina olandese tra il 1780 e il 1776 anche con il nome di Revolutie. Catturata dai britannici fu incorporata nella Royal Navy con il nome di HMS Prince Frederik prestandovi servizio sino al 1815.

## Storia
Realizzato per contro dell'Ammiragliato di Rotterdam presso il locale cantiere navale venne impostato nel giugno 1777 con il nome di Prins Frederik e varato il 15 giugno 1779. Nel 1782 era nave di bandiera del viceammiraglio Daniel Pichot.  Nel 1796 venne rinominato Revolutie.
Il vascello venne catturato dai britannici nella baia di Saldanha il 16 agosto 1796. Esso faceva parte di una formazione navale olandese al comando del contrammiraglio Engelbertus Lucas composta dai vascelli Dordrecht (nave ammiraglia, 66 cannoni), Revolutie (capt. Jan Rhynbende , 66 cannoni), Van Tromp (capt. Jan Valkenburg, 54 cannoni), dalle fregate Cashtor e Braave (40 cannoni), Siréne (26 cannoni) e Bellona (24 cannoni), dallo sloop Havik (18 cannoni), e dalla nave magazzino Marie. Il 3 agosto lo spionaggio inglese segnalò al viceammiraglio Sir George Keith Elphistone che la squadra olandese aveva gettato l'ancora nella baia di Saldanha. Il 6 agosto Elphistone salpò dalla baia di Simon's con i vascelli Monarch e Tremendous da 74 cannoni, America, Ruby, Stately, Sceptre, Trident e Jupiter da 64 cannoni, le fregate Crescent e Sphynx e gli sloop Moselle, Rattlesnake, Echo e Hope. A causa del maltempo le navi britanniche dovettero rientrare a Simon's il 12 agosto, per prendere subito il mare il 15 appena le condizioni meteorologiche migliorarono. La fregata Crescent aveva segnalato la composizione della squadra olandese a Elphistone, e il giorno 16 le navi britanniche arrivarono in linea di fila a Saldanha bloccando le navi olandesi nella baia.  L'ammiraglio britannico mandò all'ammiraglio olandese un messaggio in cui, data la grande disparità delle forze in campo, lo invitava ad arrendersi senza combattere pena la totale distruzione delle sue navi. La capitolazione fu firmata il giorno 17, e divenne effettiva il giorno dopo.
All'epoca l'armamento del Revolutie contava su 24 cannoni da 24 libbre sul ponte inferiore, 24 da 18 libbre sul ponte superiore, 10 da 9 libbre sul cassero, 2 cannoni da 9 libbre e due carronate da 24 libbre sul castello di prua, e altri 6 cannoni da 18 libbre in coperta. Trasferita in Gran Bretagna la nave venne rinominata HMS Prince Frederick e l'armamento venne ridotto a 24 cannoni da 12 libbre sul ponte superiore, 6 da 6 libbre sul cassero, e 2 da 6 libbre sul castello di prua. Il Prince Frederik entrò in servizio il 22 dicembre 1796 al comando del captain Edward Ramage, e fu trasferito a Sheerness il 25 gennaio 1797 per passare poi al comando del comandante John Watts.  Tra il settembre 1797 e il febbraio 1798 fu trasformato in nave magazzino presso i cantieri navali di Woolwich rientrando in servizio nel maggio successivo al comando del captain Charles Hare.  I lavori di trasformazione erano costati 15.767 sterline.  Nell'aprile 1800 fu allestito come nave lazzaretto presso il cantiere navale di Plymouth al comando del tenente William Gatton.  Nel dicembre 1803 fu trasformata in nave ospedale, ruolo in cui operò fino al 1815.  Tra il 1813 e il giugno 1814 fu nave di bandiera del viceammiraglio del blu Sir Edward Bullet, e tra il giugno 1814 e il 1815 del contrammiraglio del rosso Sir Thomas Byam Martin.  Messa fuori servizio a Plymouth nel 1815, fu venduta per la demolizione il 5 giugno 1817 a G. Bailey per la cifra di 1.200 sterline.

### Fonti
1. 1 2  Tree Decks.
2. 1 2 3 4 5 6  Lyon, Winfield 2004, p. 49.
3. ↑  Tree Decks.
4. 1 2 3 4  James 1826, p. 536.
5. 1 2 3 4 5  James 1826, p. 535.
6. 1 2 3 4 5 6 7 8  Tree Decks.
7. ↑  Colledge, Warlow 2006, p. 276.